# Rieux-de-Pelleport
Pour les articles homonymes, voir Rieux.
Rieux-de-Pelleport est une commune française située dans le nord du département de l'Ariège, en région Occitanie. Sur le plan historique et culturel, la commune fait partie du pays de Foix, composé de la partie centrale du Plantaurel, du massif de l'Arize et d'un tronçon de la vallée de l'Ariège avec ses quelques affluents.
Exposée à un climat océanique altéré, elle est drainée par l'Ariège, le ruisseau d'Artix et par divers autres petits cours d'eau. La commune possède un patrimoine naturel remarquable : un site Natura 2000 (« Garonne, Ariège, Hers, Salat, Pique et Neste »), deux espaces protégés (le « cours de l'Ariège » et les « ruisseaux à écrevisses : l'Artix, le Moulicot et le Volp ») et quatre zones naturelles d'intérêt écologique, faunistique et floristique.
Rieux-de-Pelleport est une commune urbaine qui compte 1 261 habitants en 2022, après avoir connu une forte hausse de la population depuis 1975. Elle appartient à l'unité urbaine de Pamiers et fait partie de l'aire d'attraction de Pamiers. Ses habitants sont appelés les Ruxéens ou Ruxéennes.

## Géographie

### Localisation
La commune de Rieux-de-Pelleport se trouve dans le département de l'Ariège, en région Occitanie.
Elle se situe à 10 km à vol d'oiseau de Foix, préfecture du département, et à 7 km de Pamiers, bureau centralisateur du canton de Pamiers-1 dont dépend la commune depuis 2015 pour les élections départementales.
La commune fait en outre partie du bassin de vie de Pamiers.
Les communes les plus proches sont : 
Varilhes (2,0 km), Benagues (2,2 km), Crampagna (3,2 km), Saint-Jean-du-Falga (3,5 km), Dalou (3,7 km), Saint-Bauzeil (3,7 km), Artix (3,8 km), Verniolle (4,1 km).
Sur le plan historique et culturel, Rieux-de-Pelleport fait partie du pays de Foix, composé de la partie centrale du Plantaurel, du massif de l'Arize et d'un tronçon de la vallée de l'Ariège avec ses quelques affluents, mais qui n'est plus que l'ombre du prestigieux comté qui s'étendit jusqu'à l'Espagne et même au-delà.
Rieux-de-Pelleport est limitrophe de sept autres communes.
Les communes limitrophes sont  Artix, Benagues, Crampagna, Loubens, Saint-Bauzeil, Saint-Jean-du-Falga et Varilhes.
| Saint-Bauzeil | Benagues           | Saint-Jean-du-Falga (par un quadripoint) |
| Artix         | Rieux-de-Pelleport | Varilhes                                 |
| Loubens       | Crampagna          |                                          |

### Géologie et relief
La commune est située dans le Bassin aquitain, le deuxième plus grand bassin sédimentaire de la France après le Bassin parisien, certaines parties étant recouvertes par des formations superficielles. Les terrains affleurants sur le territoire communal sont constitués de roches sédimentaires datant du Cénozoïque, l'ère géologique la plus récente sur l'échelle des temps géologiques, débutant il y a 66 millions d'années. La structure détaillée des couches affleurantes est décrite dans la feuille « n°1057 - Pamiers » de la carte géologique harmonisée au 1/50 000ème du département de l'Ariège, et sa notice associée.
La superficie cadastrale de la commune publiée par l’Insee, qui sert de références dans toutes les statistiques, est de 8,16 km2,. La superficie géographique, issue de la BD Topo, composante du Référentiel à grande échelle produit par l'IGN, est quant à elle de 8,25 km2. Son relief est relativement accidenté puisque la dénivelée maximale atteint 377 mètres. L'altitude du territoire varie entre 309 m et 686 m.

### Hydrographie

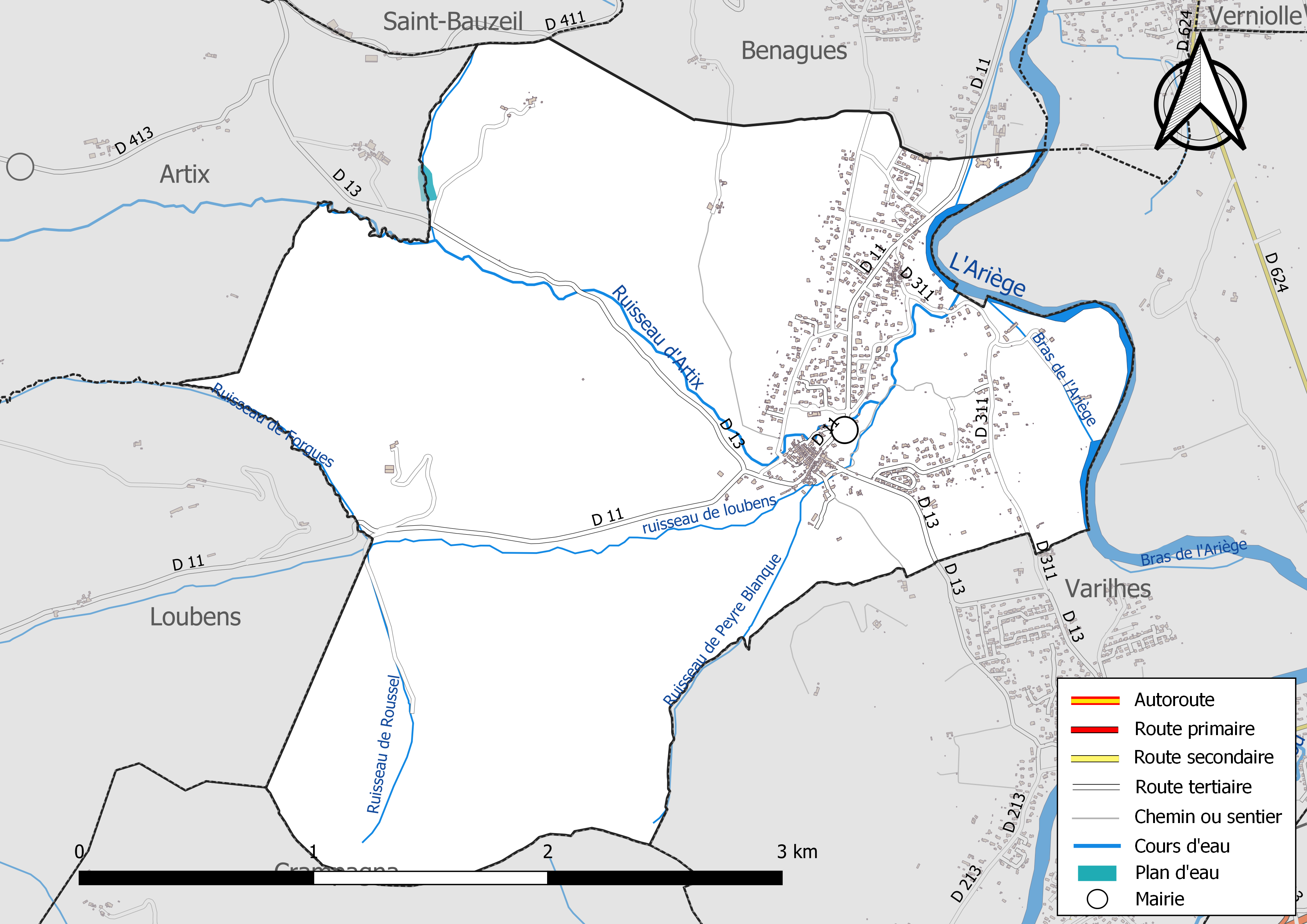
Réseaux hydrographique et routier de Rieux-de-Pelleport.

La commune est dans le bassin versant de la Garonne, au sein du bassin hydrographique Adour-Garonne. Elle est drainée par l'Ariège, le ruisseau d'Artix, un bras de l'Ariège, un bras de l'Ariège, le ruisseau de Forgues, le ruisseau de loubens, le ruisseau de Peyre Blanque, le ruisseau de Roussel et par un petit cours d'eau, constituant un réseau hydrographique de 12 km de longueur totale,.
L'Ariège, d'une longueur totale de 162,91 km, prend sa source dans la commune de Porta et s'écoule du sud vers le nord. Elle traverse la commune et se jette dans la Garonne à Portet-sur-Garonne, après avoir traversé 56 communes.

### Climat
Pour des articles plus généraux, voir Climat de l'Occitanie et Climat de l'Ariège.
En 2010, le climat de la commune est de type climat océanique altéré, selon une étude s'appuyant sur une série de données couvrant la période 1971-2000. En 2020, Météo-France publie une typologie des climats de la France métropolitaine dans laquelle la commune est exposée à un climat de montagne et est dans la région climatique Pyrénées centrales, caractérisée par une pluviométrie annuelle de 1 000 à 1 200 mm.
Pour la période 1971-2000, la température annuelle moyenne est de 12,6 °C, avec une amplitude thermique annuelle de 15,6 °C. Le cumul annuel moyen de précipitations est de 880 mm, avec 9,6 jours de précipitations en janvier et 6,1 jours en juillet. Pour la période 1991-2020, la température moyenne annuelle observée sur la station météorologique la plus proche, située sur la commune de Cos à 10 km à vol d'oiseau, est de 12,4 °C et le cumul annuel moyen de précipitations est de 1 004,0 mm,. Pour l'avenir, les paramètres climatiques de la commune estimés pour 2050 selon différents scénarios d'émission de gaz à effet de serre sont consultables sur un site dédié publié par Météo-France en novembre 2022.

### Milieux naturels et biodiversité

#### Espaces protégés
La protection réglementaire est le mode d’intervention le plus fort pour préserver des espaces naturels remarquables et leur biodiversité associée,.
Deux espaces protégés sont présents sur la commune : 
- le « cours de l'Ariège », objet d'un arrêté de protection de biotope, d'une superficie de 159,9 ha[25] ;
- les « ruisseaux à écrevisses : l'Artix, le Moulicot et le Volp », objet d'un arrêté de protection de biotope, d'une superficie de 9,8 ha[26].

#### Réseau Natura 2000

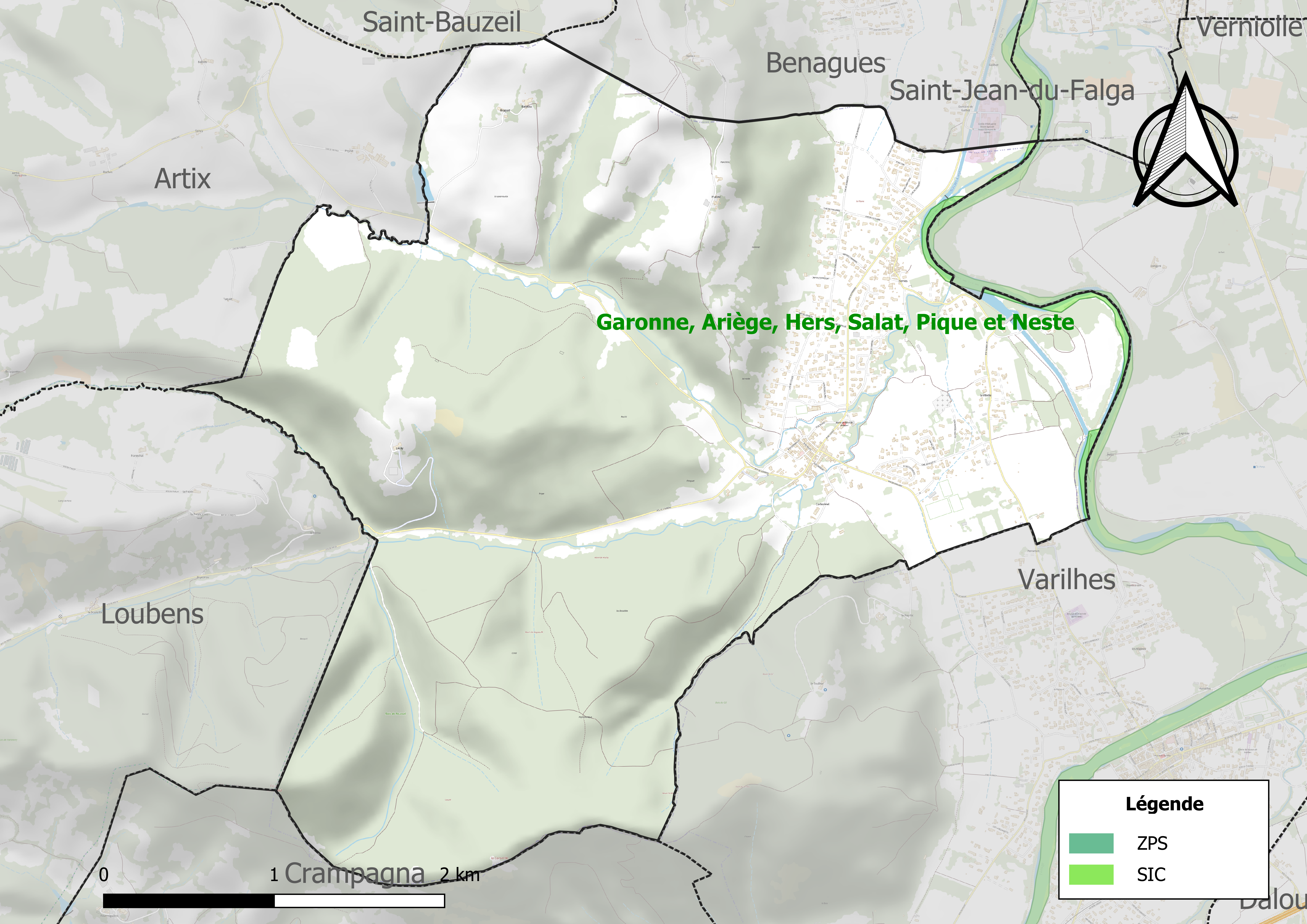
Site Natura 2000 sur le territoire communal.

Le réseau Natura 2000 est un réseau écologique européen de sites naturels d'intérêt écologique élaboré à partir des directives habitats et oiseaux, constitué de zones spéciales de conservation (ZSC) et de zones de protection spéciale (ZPS).
Un site Natura 2000 a été défini sur la commune au titre de la directive habitats : « Garonne, Ariège, Hers, Salat, Pique et Neste », d'une superficie de 9 581 ha, un réseau hydrographique pour les poissons migrateurs, avec des zones de frayères actives et potentielles importantes pour le Saumon en particulier qui fait l'objet d'alevinages réguliers et dont des adultes atteignent déjà Foix sur l'Ariège.

#### Zones naturelles d'intérêt écologique, faunistique et floristique
L’inventaire des zones naturelles d'intérêt écologique, faunistique et floristique (ZNIEFF) a pour objectif de réaliser une couverture des zones les plus intéressantes sur le plan écologique, essentiellement dans la perspective d’améliorer la connaissance du patrimoine naturel national et de fournir aux différents décideurs un outil d’aide à la prise en compte de l’environnement dans l’aménagement du territoire.
Deux ZNIEFF de type 1 sont recensées sur la commune :
le « cours de l'Ariège » (1 341 ha), couvrant 112 communes dont 86 dans l'Ariège et 26 dans la Haute-Garonne, et 
« le Plantaurel : du Mas d'Azil à l'Ariège » (15 850 ha), couvrant 26 communes du département
et deux ZNIEFF de type 2, : 
- « L'Ariège et ripisylves » (1 975 ha), couvrant 56 communes dont 43 dans l'Ariège et 13 dans la Haute-Garonne[33] ;
- « le Plantaurel » (42 116 ha), couvrant 72 communes dont 68 dans l'Ariège, 2 dans l'Aude et 2 dans la Haute-Garonne[34].

Carte des ZNIEFF de type 1 et 2 à Rieux-de-Pelleport.
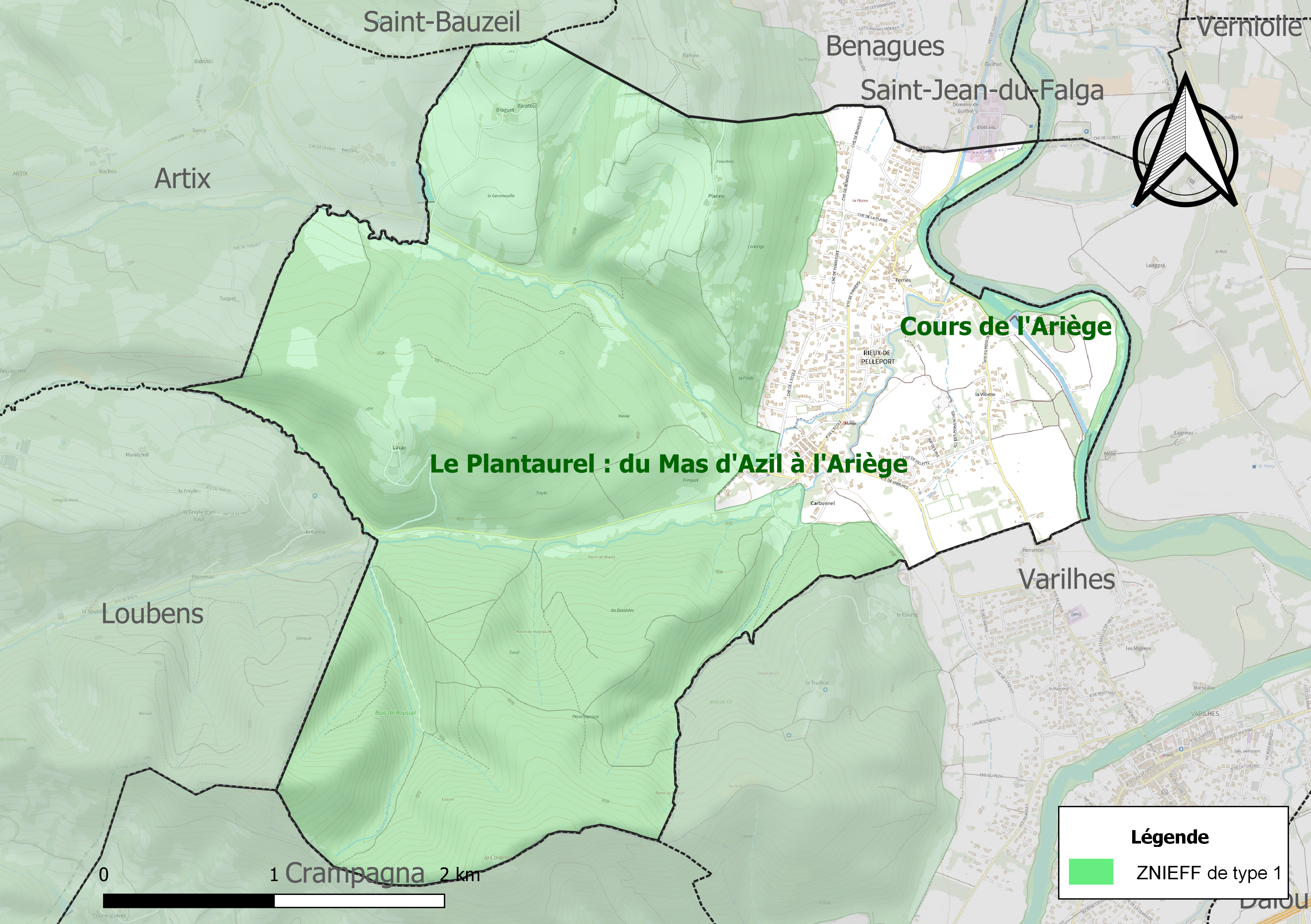
Carte des ZNIEFF de type 1 sur la commune.
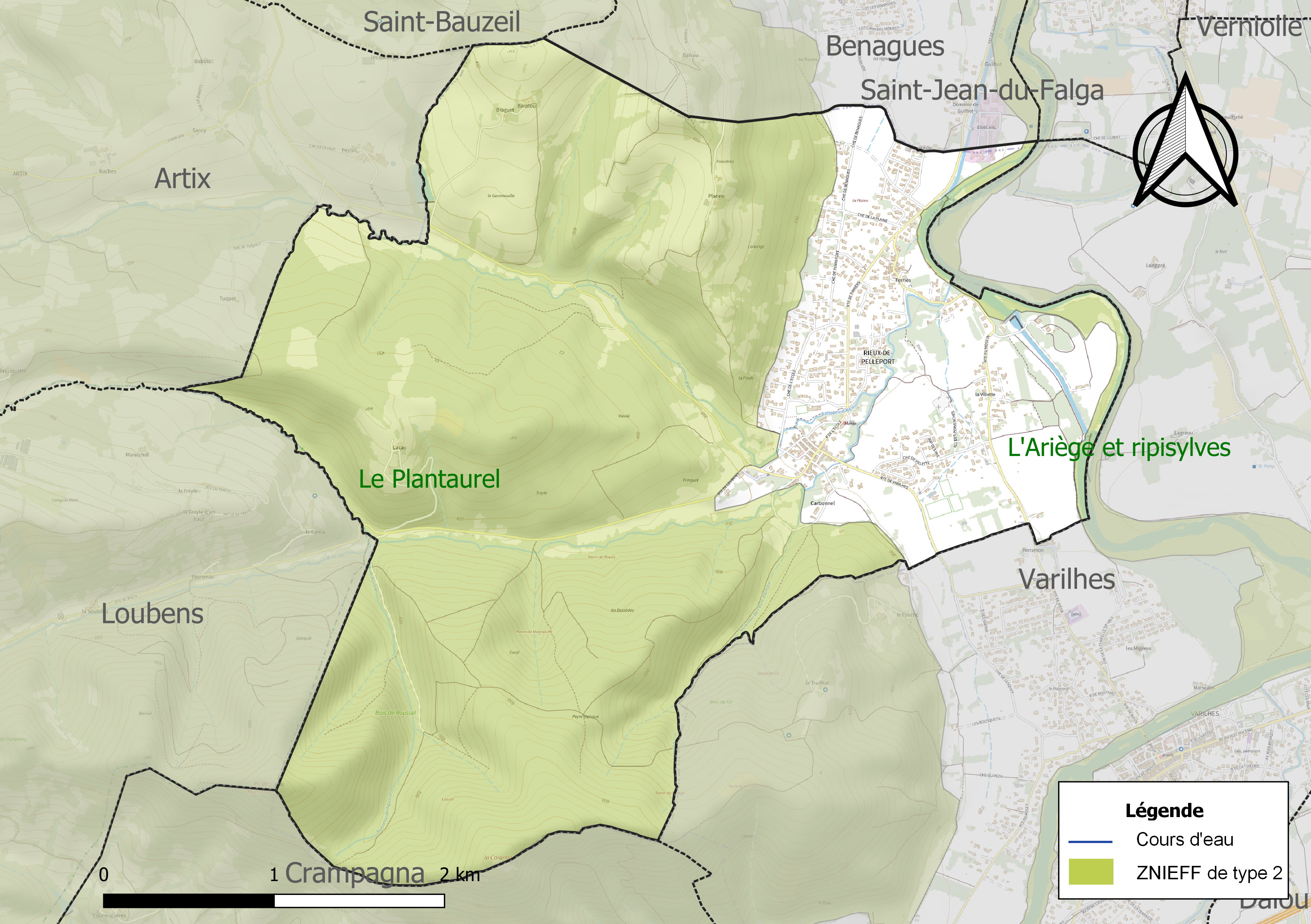
Carte des ZNIEFF de type 2 sur la commune.

## Urbanisme

### Typologie
Au 1er janvier 2024, Rieux-de-Pelleport est catégorisée ceinture urbaine, selon la nouvelle grille communale de densité à 7 niveaux définie par l'Insee en 2022.
Elle appartient à l'unité urbaine de Pamiers, une agglomération intra-départementale dont elle est une commune de la banlieue,. Par ailleurs la commune fait partie de l'aire d'attraction de Pamiers, dont elle est une commune de la couronne,. Cette aire, qui regroupe 52 communes, est catégorisée dans les aires de moins de 50 000 habitants,.

### Occupation des sols
L'occupation des sols de la commune, telle qu'elle ressort de la base de données européenne d’occupation biophysique des sols Corine Land Cover (CLC), est marquée par l'importance des forêts et milieux semi-naturels (62,5 % en 2018), une proportion sensiblement équivalente à celle de 1990 (62,7 %). La répartition détaillée en 2018 est la suivante : 
forêts (62,5 %), zones agricoles hétérogènes (24 %), zones urbanisées (10,5 %), terres arables (3 %). L'évolution de l’occupation des sols de la commune et de ses infrastructures peut être observée sur les différentes représentations cartographiques du territoire : la carte de Cassini (XVIIIe siècle), la carte d'état-major (1820-1866) et les cartes ou photos aériennes de l'IGN pour la période actuelle (1950 à aujourd'hui).

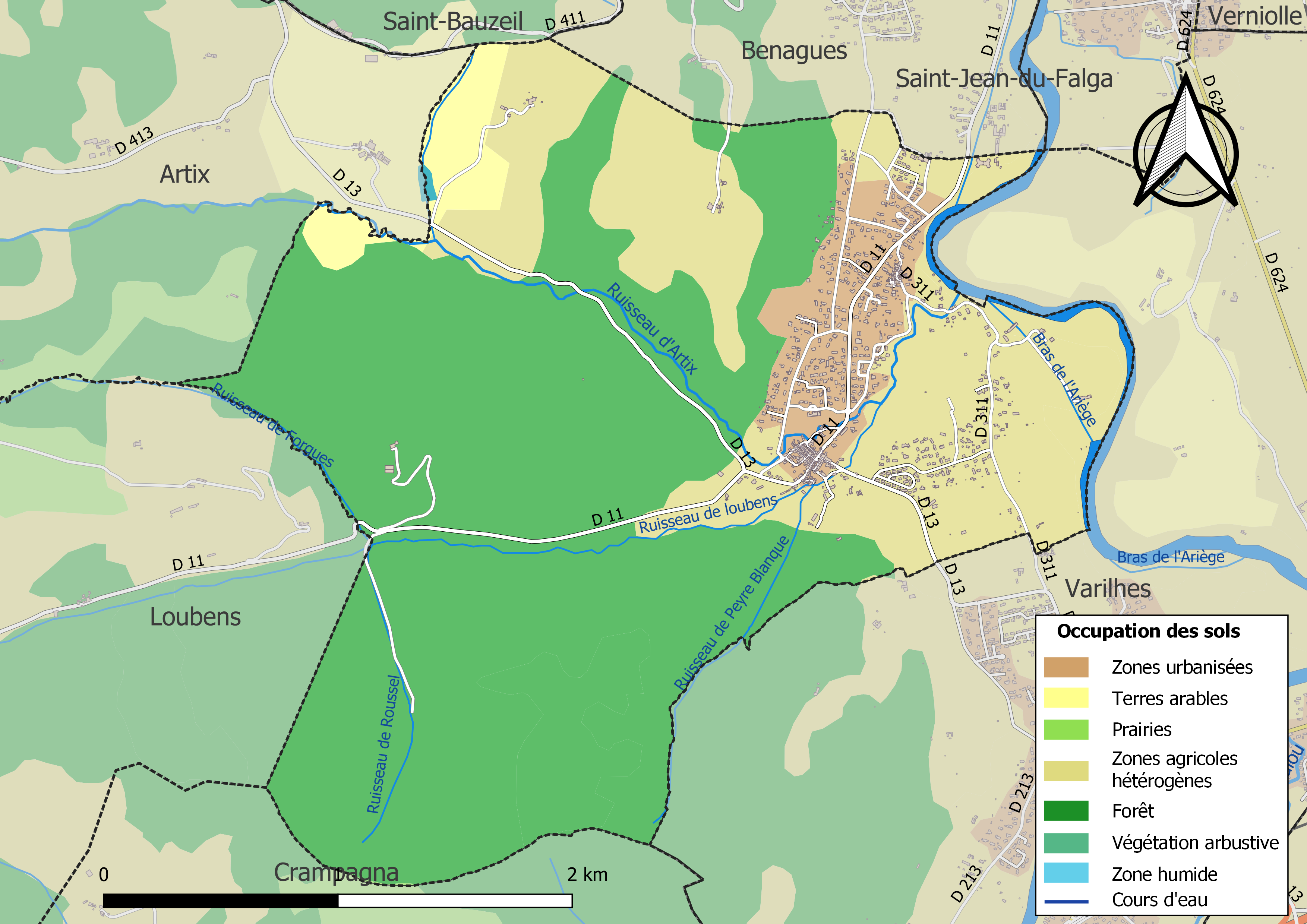
Carte des infrastructures et de l'occupation des sols de la commune en 2018 (CLC).

### Habitat et logement
En 2018, le nombre total de logements dans la commune était de 560, alors qu'il était de 527 en 2013 et de 471 en 2008.
Parmi ces logements, 92,9 % étaient des résidences principales, 2,6 % des résidences secondaires et 4,6 % des logements vacants. Ces logements étaient pour 95,1 % d'entre eux des maisons individuelles et pour 4,9 % des appartements.
Le tableau ci-dessous présente la typologie des logements à Rieux-de-Pelleport en 2018 en comparaison avec celle de l'Ariège et de la France entière. Une caractéristique marquante du parc de logements est ainsi une proportion de résidences secondaires et logements occasionnels (2,6 %) inférieure à celle du département (24,6 %) mais supérieure à celle de la France entière (9,7 %). Concernant le statut d'occupation de ces logements, 68,1 % des habitants de la commune sont propriétaires de leur logement (72,1 % en 2013), contre 66,3 % pour l'Ariège et 57,5 % pour la France entière.
| Typologie                                               | Rieux-de-Pelleport | Ariège | France entière |
| ------------------------------------------------------- | ------------------ | ------ | -------------- |
| Résidences principales (en %)                           | 92,9               | 65,7   | 82,1           |
| Résidences secondaires et logements occasionnels (en %) | 2,6                | 24,6   | 9,7            |
| Logements vacants (en %)                                | 4,6                | 9,7    | 8,2            |

### Voies de communication et transports
Accès avec les routes départementales D 13 et la D 11., ainsi qu'avec le train en gare de Varilhes ou en gare de Pamiers sur la ligne de Portet-Saint-Simon à Puigcerda (frontière) qui permet de relier Toulouse et Latour-de-Carol en liaison directe.

### Risques majeurs
Le territoire de la commune de Rieux-de-Pelleport est vulnérable à différents aléas naturels : inondations, climatiques (grand froid ou canicule), feux de forêts, mouvements de terrains et séisme (sismicité faible). Il est également exposé à deux risques technologiques,  le transport de matières dangereuses et la rupture d'un barrage,.

#### Risques naturels

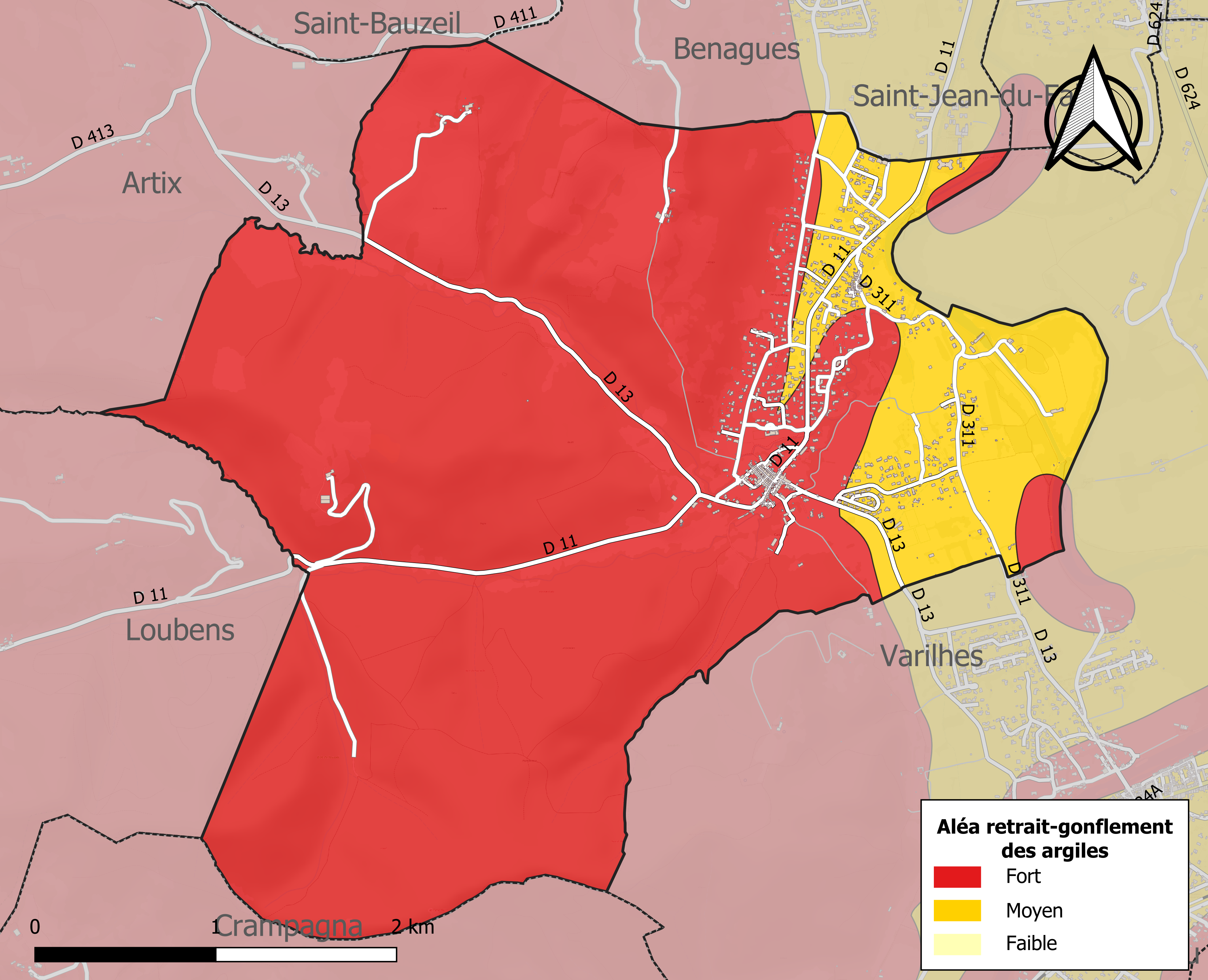
Zonage de l'aléa retrait-gonflement des argiles sur la commune de Rieux-de-Pelleport.

Certaines parties du territoire communal sont susceptibles d’être affectées par le risque d’inondation par débordement, crue torrentielle d'un cours d'eau, l'Ariège, ou ruissellement d'un versant. L’épisode de crue le plus marquant dans le département reste sans doute celui de 1875. Parmi les inondations marquantes plus récentes concernant le cours d'eau de l'Ariège figurent la crue torrentielle de 1982 et les inondations de plaine de 1996 et de 2005 de la Basse vallée de l'Ariège.
Les mouvements de terrains susceptibles de se produire sur la commune sont  soit des glissements de terrains, soit des effondrements liés à des cavités souterraines, soit des mouvements liés au retrait-gonflement des argiles. Près de 50 % de la superficie du département est concernée par l'aléa retrait-gonflement des argiles, dont la commune de Rieux-de-Pelleport. L'inventaire national des cavités souterraines permet par ailleurs de localiser celles situées sur la commune.
Ces risques naturels sont pris en compte dans l'aménagement du territoire de la commune par le biais d'un plan de prévention des risques (PPR) inondation et mouvement de terrain approuvé le 28 mai 2004.

#### Risques technologiques
Le risque de transport de matières dangereuses par une infrastructure routière ou ferroviaire ou par une canalisation de transport de gaz concerne la commune. Un accident se produisant sur une telle infrastructure est en effet susceptible d’avoir des effets graves au bâti ou aux personnes jusqu’à 350 m, selon la nature du matériau transporté. Des dispositions d’urbanisme peuvent être préconisées en conséquence.
Dans le département de l’Ariège on dénombre cinq grands barrages susceptibles d’occasionner des dégâts en cas de rupture. La commune fait partie des 80 communes susceptibles d’être touchées par l’onde de submersion consécutive à la rupture d’un de ces barrages.

## Toponymie
Le nom de Rieux-de-Pelleport provient de l'occitan riu del pé del pòrt signifiant « la rivière au pied du port », port étant synonyme de col.

## Histoire
Rieux fait l'objet d'une donation faite en 1008 par Pierre, futur évêque de Gérone à son frère Raymond, comte de Carcassonne.
En 1224, l’église appartient à l’abbaye Saint-Volusien de Foix qui s’en fait confirmer la possession par une bulle du pape Honorius III, effective jusqu’à la Révolution.

## Politique et administration

### Découpage territorial
La commune de Rieux-de-Pelleport est membre de la communauté d'agglomération Pays Foix-Varilhes, un établissement public de coopération intercommunale (EPCI) à fiscalité propre créé le 16 novembre 2016 dont le siège est à Foix. Ce dernier est par ailleurs membre d'autres groupements intercommunaux.
Sur le plan administratif, elle est rattachée à l'arrondissement de Foix, au département de l'Ariège, en tant que circonscription administrative de l'État, et à la région Occitanie.
Sur le plan électoral, elle dépend du canton de Pamiers-1 pour l'élection des conseillers départementaux, depuis le redécoupage cantonal de 2014 entré en vigueur en 2015, et de la première circonscription de l'Ariège  pour les élections législatives, depuis le redécoupage électoral de 1986.

### Administration municipale
Le nombre d'habitants au recensement de 2011 étant compris entre 500 et 1 499 habitants, le nombre de membres du conseil municipal pour l'élection de 2014 est de quinze,.

### Liste des maires
| Période                                  | Période  | Identité              | Étiquette | Qualité                                                     |
| ---------------------------------------- | -------- | --------------------- | --------- | ----------------------------------------------------------- |
|                                          | 1901     | Ernest Escande Voltan |           |                                                             |
| mars 2001                                | 2008     | Roger Pedoussat       |           |                                                             |
| mars 2008                                | mai 2020 | Catherine Barbaria    | DVG       | Employée (secteur privé)                                    |
| mai 2020                                 | en cours | Anne Vilaplana        |           | Employée civile ou agent de service de la fonction publique |
| Les données manquantes sont à compléter. |          |                       |           |                                                             |

## Population et société

### Démographie
L'évolution du nombre d'habitants est connue à travers les recensements de la population effectués dans la commune depuis 1793. Pour les communes de moins de 10 000 habitants, une enquête de recensement portant sur toute la population est réalisée tous les cinq ans, les populations de référence des années intermédiaires étant quant à elles estimées par interpolation ou extrapolation. Pour la commune, le premier recensement exhaustif entrant dans le cadre du nouveau dispositif a été réalisé en 2005.

En 2022, la commune comptait 1 261 habitants, en évolution de −3,59 % par rapport à 2016 (Ariège : +1,48 %, France hors Mayotte : +2,11 %).
| 1793 | 1800 | 1806 | 1821 | 1831 | 1836 | 1841 | 1846 | 1851 |
| ---- | ---- | ---- | ---- | ---- | ---- | ---- | ---- | ---- |
| 464  | 474  | 542  | 551  | 628  | 638  | 630  | 570  | 571  |

| 1856 | 1861 | 1866 | 1872 | 1876 | 1881 | 1886 | 1891 | 1896 |
| ---- | ---- | ---- | ---- | ---- | ---- | ---- | ---- | ---- |
| 582  | 573  | 545  | 516  | 535  | 513  | 510  | 523  | 454  |

| 1901 | 1906 | 1911 | 1921 | 1926 | 1931 | 1936 | 1946 | 1954 |
| ---- | ---- | ---- | ---- | ---- | ---- | ---- | ---- | ---- |
| 424  | 400  | 410  | 349  | 333  | 339  | 294  | 316  | 309  |

| 1962 | 1968 | 1975 | 1982 | 1990 | 1999 | 2005  | 2006  | 2010  |
| ---- | ---- | ---- | ---- | ---- | ---- | ----- | ----- | ----- |
| 305  | 292  | 323  | 477  | 700  | 848  | 1 008 | 1 063 | 1 248 |

| 2015  | 2020  | 2022  | - | - | - | - | - | - |
| ----- | ----- | ----- | - | - | - | - | - | - |
| 1 300 | 1 270 | 1 261 | - | - | - | - | - | - |

| selon la population municipale des années : | 1968 | 1975 | 1982 | 1990 | 1999 | 2006 | 2009 | 2013 |
| Rang de la commune dans le département      | 96   | 82   | 53   | 34   | 27   | 24   | 21   | 19   |
| Nombre de communes du département           | 340  | 328  | 330  | 332  | 332  | 332  | 332  | 332  |

### Enseignement
Rieux-de-Pelleport fait partie de l'académie de Toulouse.
L'éducation est assurée par un regroupement pédagogique intercommunal.

### Culture et festivités
Fête locale (fin juillet), médiathèque intercommunale.

### Activités sportives
Pétanque.
Rugby
En attente de mise en place pour la saison prochaine d'une école de rugby
De prestation *rugby* en péri scolaire
Le club serait l'union sportive rieux de Pelleport et adopterait le marron et le jaune sur le modèle le rugby club de l'alaric dans l'Aude
Le club serait en attente de parrainage par un club voisin
Il se pourrait que des juniors et cadets de clubs voisins évoluent occasionnellement et que des plateaux de rugby éducatif soient mis en place 1 fois par mois

### Écologie et recyclage
La collecte et le traitement des déchets des ménages et des déchets assimilés ainsi que la protection et la mise en valeur de l'environnement sont assurés par le SMECTOM.

## Économie

### Revenus
En 2018, la commune compte 509 ménages fiscaux, regroupant 1 264 personnes. La médiane du revenu disponible par unité de consommation est de 21 460 € (19 820 € dans le département).

### Emploi
| Division       | 2008  | 2013   | 2018   |
| -------------- | ----- | ------ | ------ |
| Commune        | 6,7 % | 7,7 %  | 7,4 %  |
| Département    | 8,9 % | 11,1 % | 11,2 % |
| France entière | 8,3 % | 10 %   | 10 %   |

En 2018, la population âgée de 15 à 64 ans s'élève à 817 personnes, parmi lesquelles on compte 76,3 % d'actifs (68,9 % ayant un emploi et 7,4 % de chômeurs) et 23,7 % d'inactifs,. Depuis 2008, le taux de chômage communal (au sens du recensement) des 15-64 ans est inférieur à celui de la France et du département.
La commune fait partie de la couronne de l'aire d'attraction de Pamiers, du fait qu'au moins 15 % des actifs travaillent dans le pôle,. Elle compte 120 emplois en 2018, contre 112 en 2013 et 116 en 2008. Le nombre d'actifs ayant un emploi résidant dans la commune est de 566, soit un indicateur de concentration d'emploi de 21,2 % et un taux d'activité parmi les 15 ans ou plus de 59,5 %.
Sur ces 566 actifs de 15 ans ou plus ayant un emploi, 56 travaillent dans la commune, soit 10 % des habitants. Pour se rendre au travail, 94 % des habitants utilisent un véhicule personnel ou de fonction à quatre roues, 1,3 % les transports en commun, 2,7 % s'y rendent en deux-roues, à vélo ou à pied et 2 % n'ont pas besoin de transport (travail au domicile).

### Activités hors agriculture
67 établissements sont implantés  à Rieux-de-Pelleport au 31 décembre 2019. Le tableau ci-dessous en détaille le nombre par secteur d'activité et compare les ratios avec ceux du département,.
| Secteur d'activité                                                                                        | Commune | Commune | Département |
| Secteur d'activité                                                                                        | Nombre  | %       | %           |
| --- | ------- | ------- | ----------- |
| Ensemble                                                                                                  | 67      | 100 %   | (100 %)     |
| Industrie manufacturière, industries extractives et autres                                                | 6       | 9 %     | (12,9 %)    |
| Construction                                                                                              | 19      | 28,4 %  | (14,2 %)    |
| Commerce de gros et de détail, transports, hébergement et restauration                                    | 11      | 16,4 %  | (27,5 %)    |
| Information et communication                                                                              | 1       | 1,5 %   | (1,8 %)     |
| Activités financières et d'assurance                                                                      | 2       | 3 %     | (2,8 %)     |
| Activités immobilières                                                                                    | 6       | 9 %     | (4,2 %)     |
| Activités spécialisées, scientifiques et techniques et activités de services administratifs et de soutien | 7       | 10,4 %  | (13,2 %)    |
| Administration publique, enseignement, santé humaine et action sociale                                    | 6       | 9 %     | (14,4 %)    |
| Autres activités de services                                                                              | 9       | 13,4 %  | (8,8 %)     |

Le secteur de la construction est prépondérant sur la commune puisqu'il représente 28,4 % du nombre total d'établissements de la commune (19 sur les 67 entreprises implantées  à Rieux-de-Pelleport), contre 14,2 % au niveau départemental.
Les trois entreprises ayant leur siège social sur le territoire communal qui génèrent le plus de chiffre d'affaires en 2020 sont : 
- SARL Vidal Albert, travaux de plâtrerie (2 140 k€)
- Menuiseries PVC Bois Aluminium, travaux de menuiserie bois et PVC (432 k€)
- Ariege Elagage, services d'aménagement paysager (30 k€)

### Agriculture
|                                   | 1988 | 2000 | 2010 |
| --------------------------------- | ---- | ---- | ---- |
| Exploitations                     | 12   | 6    | 5    |
| Superficie agricole utilisée (ha) | 77   | 83   | nd   |

La commune fait partie de la petite région agricole dénommée « Coteaux de l'Ariège ». Cinq exploitations agricoles ayant leur siège dans la commune sont dénombrées lors du recensement agricole de 2010 (douze en 1988).

## Culture locale et patrimoine

### Lieux et bâtiments
- Église Sainte-Madeleine du XIXe siècle.
- Ruines du château.
- Parc de l'église.

### Héraldique
| Blason | Blasonnement : De gueules à l'agneau pascal d'argent portant une croix haute du même, à la banderole d'azur chargée d'une croisette pattée d'or, au chef cousu d'azur chargé de trois fleurs de lys d'or. |